# Jacob Nienhuys
Jacob Nienhuys (Rhenen, 16 luglio 1836 – Bloemendaal, 27 luglio 1927) è stato un imprenditore, mecenate e filantropo olandese.
Fu il primo proprietario di un'azienda per la produzione e la vendita di tabacco operante a Sumatra, nelle Indie orientali olandesi (attuale Indonesia), dove giunse nel 1863. Nel 1869 fondò la Deli Maatschappij, con la quale si associò al sultano di Deli, divenendo uno degli imprenditori più ricchi di tutti i Paesi Bassi dell'epoca.
Fece ritorno nei Paesi Bassi per rispondere all'accusa relativa alla morte di sette lavoratori alle sue piantagioni, che impiegavano perlopiù lavoratori forzati. Jacob Theodoor Cremer prese l'amministrazione della compagnia sul campo, mentre Nienhuys preferì rimanere in patria, continuando a trarre profitto dall'impresa.
Fu in questo periodo che si dedicò alla costruzione della sua residenza ad Amsterdam, realizzata su progetto dell'architetto Abraham Salm; oggi l'edificio è sede del Nederlands Instituut voor Oorlogsdocumentatie. La particolarità è che al suo interno, ancora oggi conservato perfettamente, ogni stanza è realizzata con uno stile architettonico differente.
Noto filantropo, finanziò anche la costituzione della Maatschappij voor Volkswoningen ad Amsterdam. Finanziò la costruzione dell'ospedale Badhotel di Baarn nel 1885. L'anno precedente aveva fatto costruire Villa Medan, in ricordo della sua esperienza nelle Indie orientali dal nome della città di Medan, a Sumatra.

## Galleria d'immagini

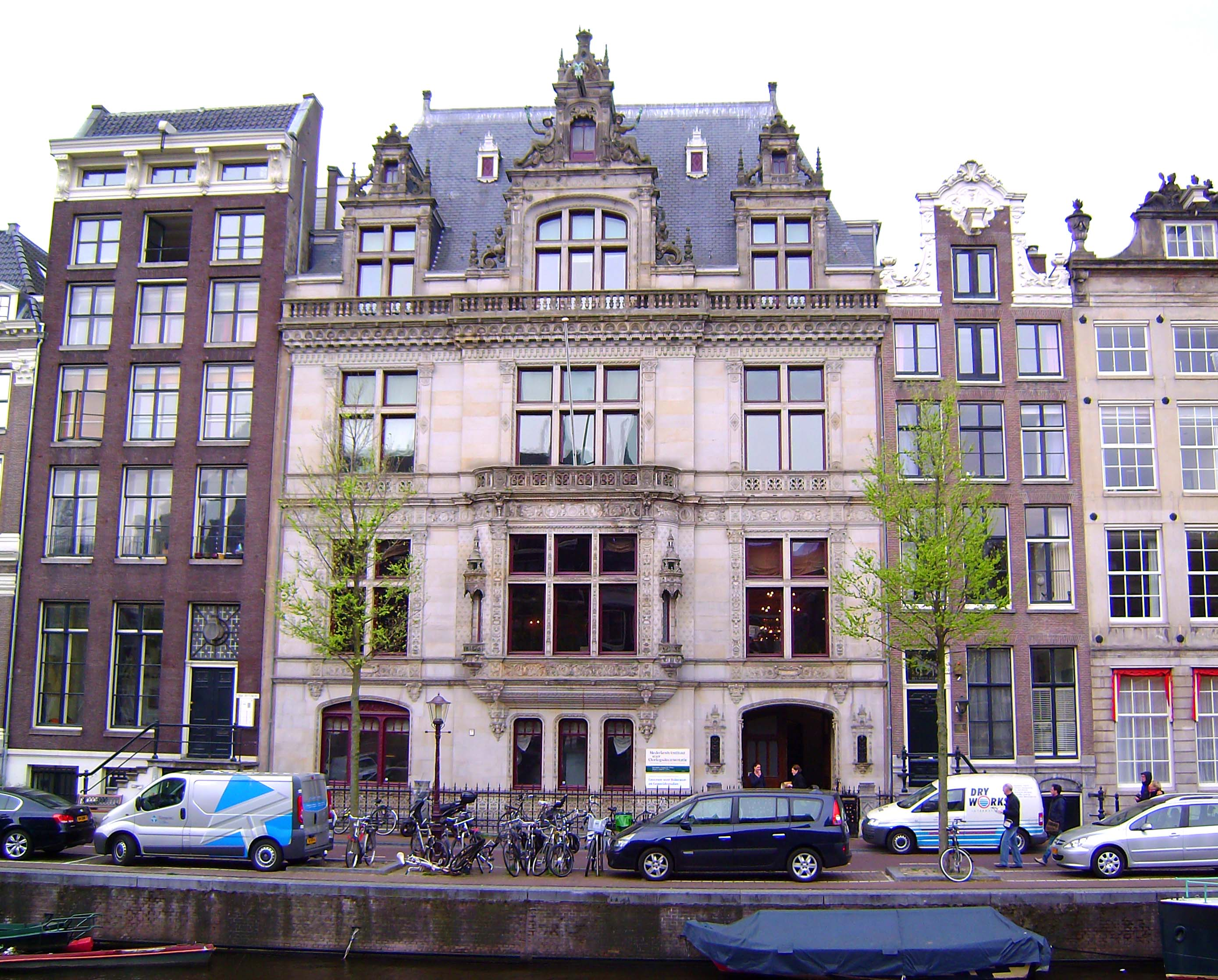
L'abitazione di Nienhuys ad Amsterdam
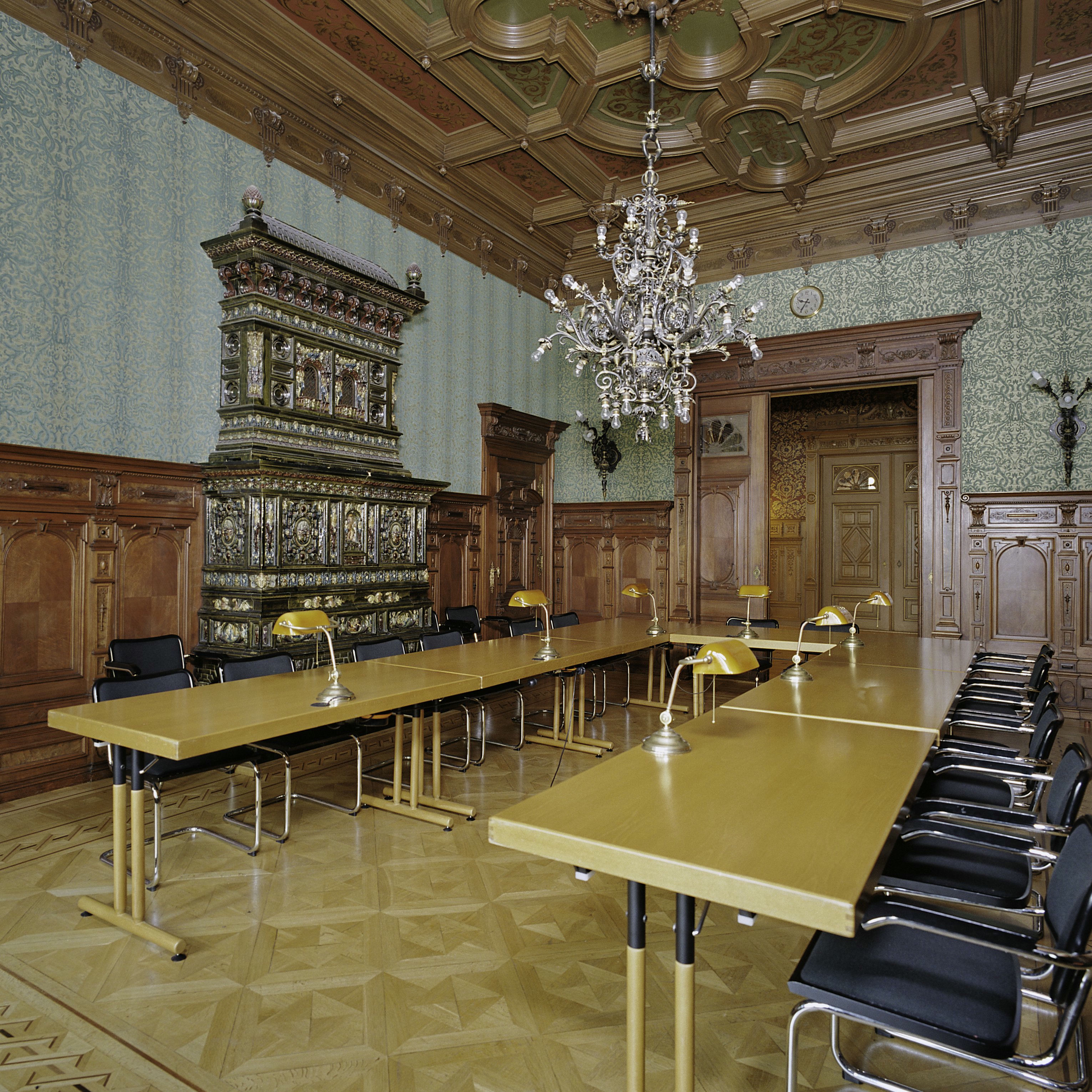
La stanza del caminetto
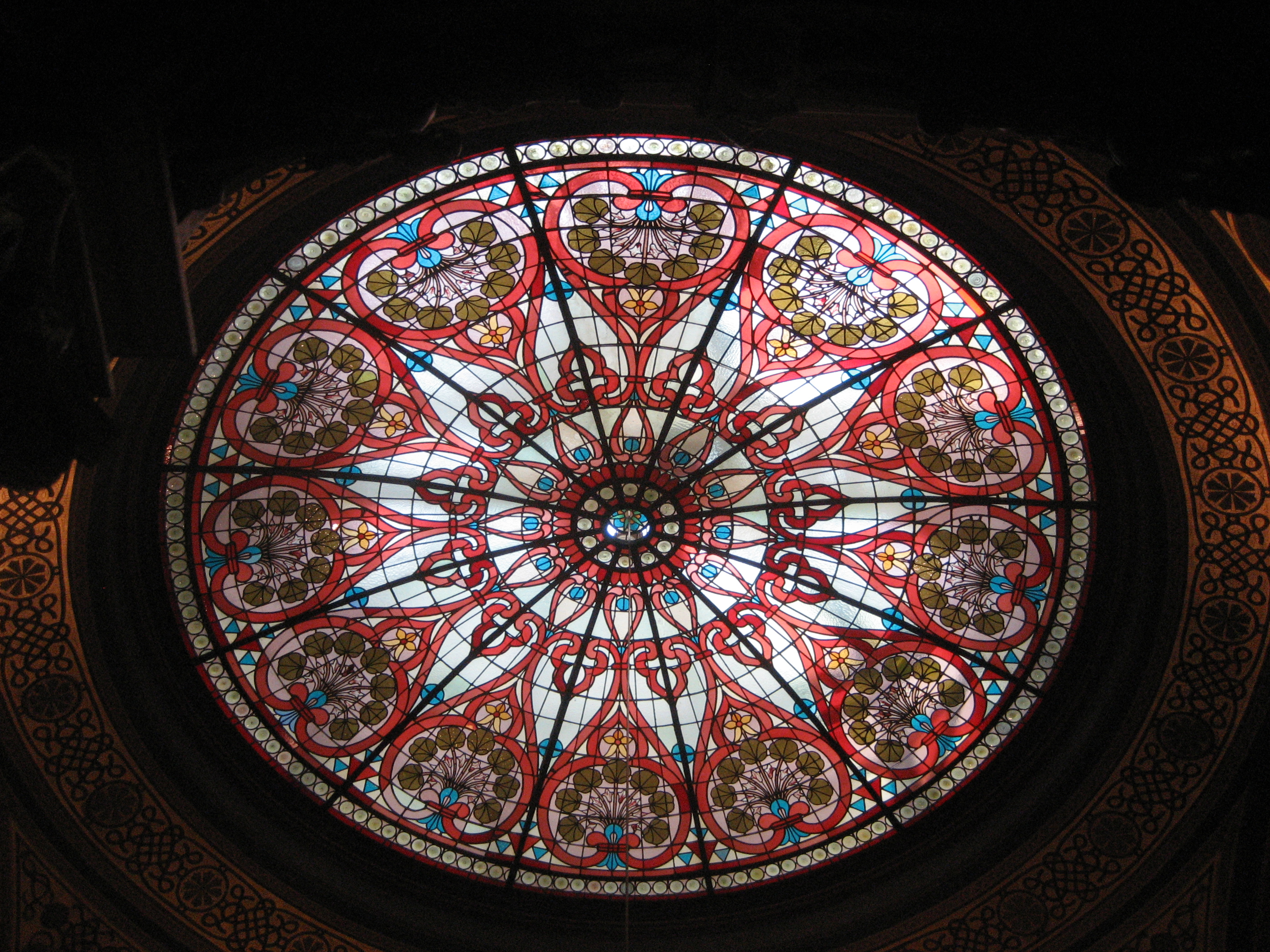
Un soffitto con cupola in vetro
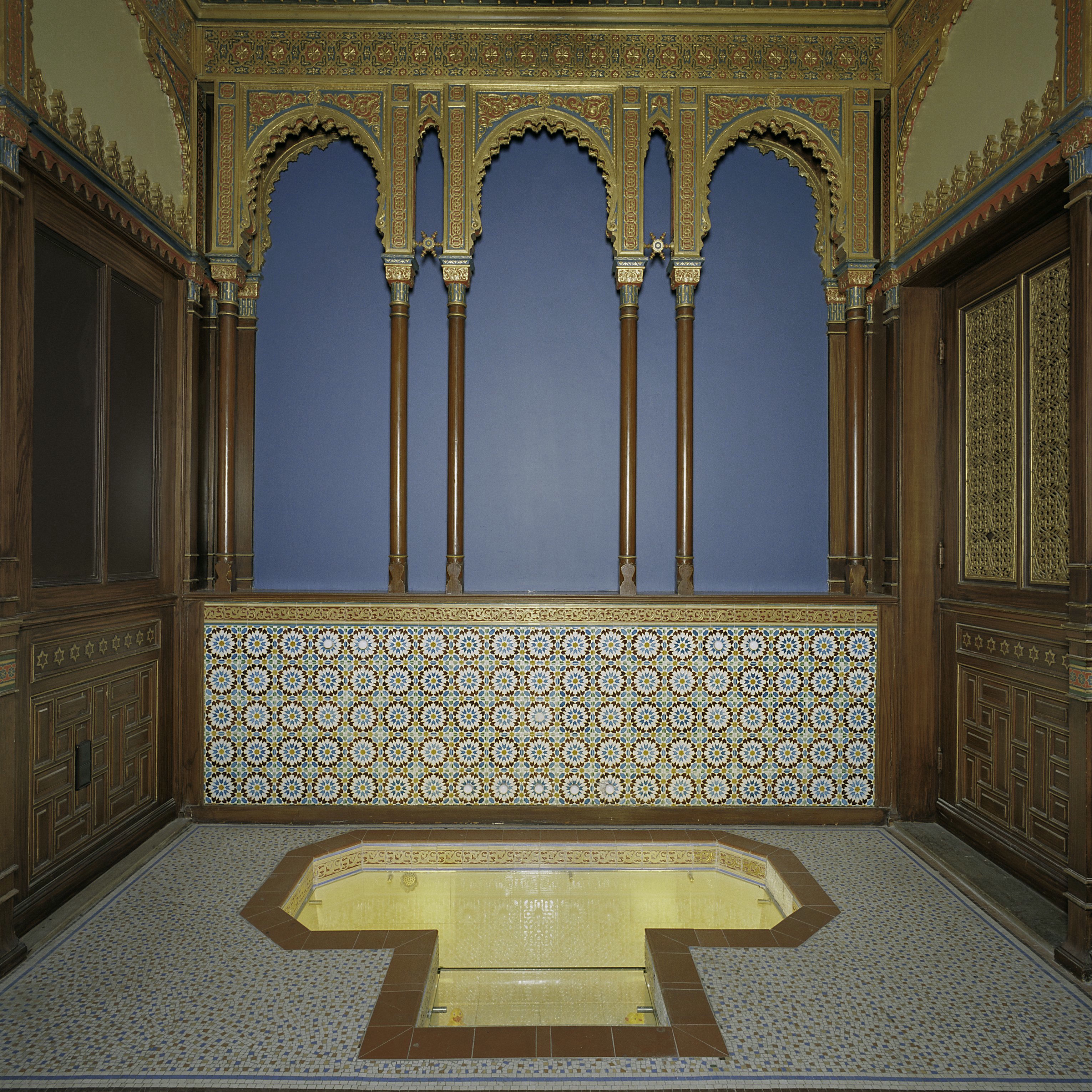
Camera in stile moresco